# Contursi Terme
Contursi Terme ist eine italienische Gemeinde mit 3164 Einwohnern (Stand 31. Dezember 2023) in der Provinz Salerno in der Region Kampanien. Sie ist Bestandteil der Comunità Montana Tanagro - Alto e Medio Sele.

## Geografie
Die Nachbargemeinden sind  Campagna, Colliano, Oliveto Citra, Palomonte, Postiglione und Sicignano degli Alburni. Die Ortsteile sind Capitello und  San Cristoforo.